# Dallas 362
Dallas 362 ist eine US-amerikanische Filmkomödie aus dem Jahr 2003.

## Handlung
Rusty und Dallas sind seit Jahren die besten Freunde. Zusammen wohnen sie in einem abgewrackten Apartment, ziehen gemeinsam kleine Gaunereien und Kneipenschlägereien durch. Doch beide sind mit der derzeitigen Situation unzufrieden und so plant Dallas einen letzten Coup, um an das große Geld zu kommen. Rusty hingegen träumt davon mit Dallas, nach Texas zu verschwinden, um dort ihren Lebensunterhalt mit Rodeo zu verdienen, so wie einst sein Vater, bis dieser bei einem Unfall ums Leben kam.
Rustys Mutter Mary ist von diesem Vorhaben jedoch alles andere als begeistert. Ermutigung findet Rusty bei dem kiffenden Psychologen Bob, Marys Lebensgefährte, welcher ihm Gratisstunden gibt. So versuchen Rusty und Dallas sich gegenseitig von ihrem Vorhaben zu überzeugen, doch weder Dallas, der überzeugt ist von der Unfehlbarkeit seines Planes, noch Rusty, welcher es strikt ablehnt in den Coup einzusteigen, geben nach. Rusty muss sich entscheiden zwischen Dallas und Mary, den beiden wichtigsten Menschen in seinem Leben, und seinem großen Traum.

## Auszeichnungen
2003 gewann der Film beim CineVegas International Film Festival den Kritikerpreis.

## Kritiken
- „[…] ‚Dallas 362‘ ist bewegendes Kino der ganz großen Klasse. Fazit: Herausragender Independent-Streifen […]“ (movieman.de)
- „[…] Angelegt ist es zwischen Slacker- und Kiffer-Komödie und ernstem Coming-of-Age-Drama und bietet einen netten Soundtrack mit ausgesuchten Hits und hippe Optik, in dem nur ein bisschen zu viel gequatscht wird […]“ (VideoWoche)

## Sonstiges
Scott Caan, Drehbuchautor, Regisseur und Hauptdarsteller, liefert mit diesem Film sein Regiedebüt ab. Der Film wurde in Deutschland im November 2006 direkt auf DVD veröffentlicht.